# Марв Вульфман
Марв Вульфман (Марвін Артур Вульфман, англ. Marv Wolfman, Marvin Arthur Wolfman; нар. 13 травня 1968 року, Бруклін, Нью-Йорк, США) — американський письменник, автор коміксів і романів. Працював над проєктами найбільших комікс-видавців, таких як Marvel Comics, для якого він написав комікс «Могила Дракули», і DC Comics, під керівництвом якого він написав такі комікс-серії як «Нові Юні Титани» і «Криза на Нескінченних землях»
Ним також було створено безліч відомих персонажів Marvel (Блейд, Нова, Чорна кішка, Мішень) та DC (Кіборг, Рейвен, Старфайр, Дезстроук, Тім Дрейк, Роуз Вілсон).

## Біографія

### Ранній період
Марв Вулфман народився в Брукліні, Нью-Йорк, в родині поліціянта Ейба і його дружини домогосподарки Фей. У нього є сестра, Гаррієт, яка старша за нього на 12 років. Коли Вульфману було близько 13 років, його сім'я переїхала з Брукліна в район Флашинг, Квінз, Нью-Йорк, де він почав відвідувати уроки в середній школі. Після закінчення середньої школи він пішов у Вищу школу мистецтв і дизайну Нью-Йорку, яка знаходиться на Манхеттені, мріючи стати відомим карикатуристом.

### 1960-ті роки
Марв Вульфман, до початку своєї професійної кар'єри у світових комікс-виданнях був активним учасником різних фандомів, переважно — присвячених коміксами. Він був першим, хто наважився самому написати аматорський комікс за мотивами творів Стівена Кінга. Цей комікс отримав назву «In A Half-World of Terror» і вийшов 1965 року в другому випуску журналу «Stories of Suspense», який видавав сам Вульфман. Це була перероблена версія першої опублікованої історії Кінга «I Was a Teenage Grave Robber», яка в тому ж році вийшла в серію з чотирьох випусків (три виданих і один невиданий) журналу «Comics Review».
Перша опублікована робота Вульфмана для видавництва DC Comics з'явилася в серпні-вересні 1968 року у 242 випуску коміксу «Blackhawk». Разом зі своїм давнім другом Леном Вейном вони створили персонажа на ім'я Джонні Дабл, який дебютував 78 випуск коміксу «Showcase», який вийшов в листопаді 1968 і був написаний за сценарієм Вульфмана.
Пізніше двоє друзів напишуть історію, яка згодом отримає назву «Eye of the Beholder» і вийде у 18 частини коміксу «Юні Титани», який вийде в грудні 1968 року і стане першим повноцінним професійним коміксом Лена Вейна.
Для ілюстрації нового коміксу з історії про Юних титанів, під заголовком «Titans Fit the Battle of Jericho!» був запрошений художник Ніл Адамс. Крім того, в ході історії коміксу мав постати перший афроамериканський супергерой DC, однак, ця ідея була відкинута видавцем DC Comics Кармайном Інфантіно. Відредагована історія вийшла у 20-му випуску «Юних Титанів» в березні-квітні 1969 року.
А вже у 22 випуску «Юних Титанів», який вийшов липні-серпні Марв Вульфман і Ґіл Кейн складуть передісторію персонажа Чудодівчина, а також — розроблять новий дизайн її костюма.

### 1970-ті роки
Марв Вульфман і художник Берні Райтсон в липні-серпні 1972 року спільно створили комікс «Weird Mystery Tales» з головним героєм персонажем на ім'я Дестіні, який пізніше буде використаний в роботі Ніла Гаймана.
У 1972 році Вульфман перейшов в Marvel Comics як протеже тодішнього головного редактора Роя Томаса. Коли Томас пішов у відставку, Вульфман, врешті-решт, сам зайняв пост головного редактора, спочатку відповідаючи за чорно-білі журнали видавництва, а потім, нарешті, він взявся і за кольорову лінію коміксів. Однак, досить швидкому йому це набридло і він пішов з поста присвятивши весь свій час написання нових робіт.
Під час своєї роботи в Marvel Comics Вульфман брав участь у створенні серії коміксів «The Amazing Spider-Man», зокрема, взяв участь у створенні персонажа Чорна Кішка, яка з'явилася в 194 випуску коміксу, і зробив значний внесок у зміну її зовнішнього вигляду і характеру, а пізніше, він також взяв участь в роботі над серіями «Фантастична четвірка» і «Доктор Стрендж». Під час написання «Фантастичної четвірки», яку Вулфмен назвав своїм улюбленим коміксом, він разом з Джоном Бирном представив нового персонажа для Галактуса на ім'я Терракс у випуску № 211 жовтня 1979 року.
У період з 1971 по 1979 роки Вульфман і художник Джин Колан створювали «Могила Дракули» — жахливий комікс, який став «одним з найбільш визнаних критиками коміксів на тему жахів за всю історію». Під час роботи над цією серією вони створили персонажа, на ім'я Блейд, який пізніше буде зображений актором Уеслі Снайпсом в однойменній трилогії фільмів.
Вульфман був одним з творців серії коміксів про персонажа на ім'я «Мішень» в березні 1976 року. У вересні того ж року він і художник Джон Бушема створили персонажа Нова, вона дебютувала в першому випуску однойменного коміксу.
У 1978 році, разом з художником Аланом Куппербергом трудивься над невеликою друкованою версією коміксу про Говарда Дака. У квітні того ж року Вульфман і Кармайн Інфантіно створили комікс-серію «Spider Girl» про однойменного героя.

### 1980-ті роки
У 1980 році Вульфман після конфлікту з Marvel повернувся в DC Comics, об'єднавшись з художником Джорджем Пересом — він повторно представив «Нових Юних Титанів» в спеціальному прев'ю у 26 випуску «DC Comics Presents», яке вийшло в жовтні 1980. «Титанів» додали до списку творінь Вульфмана-Переса значний список нових героїв, таких як Кіборг, Рейвен та Старфайр, а також оновили образи вже наявних персонажів, таких Робін, Донна Трой (Чудодівчина), Воллі Вест (Кід Флеш) і Біст Бой. Серія стала першим хітом DC Comics за довгий час. У серпні 1984 року Вульфманом і Пересом була випущена друга частина коміксу «Нові Юні Титани».
Після того, як Джордж Перес покинув творчий колектив «Юних Титанів» в 1985 році, Вульфман багато років продовжував займатися проєктом з іншими співробітниками — в тому числі з художниками Хосе Гарсією-Лопес, Едуардо Барретом та Томом Грумметтом.
У грудні 1986 року письменник Marvel Comics і друг Вульфмана Кріс Клермонт повідомив йому, що керівництво DC Comics звернулося до нього на святковій вечірці та запропонувало йому посаду письменника в серії про «Юних Тітанів», але він відмовився і сказав Вульфману, що на його думку — видавець має намір замінити Марва в проєкті. Коли Вульфман підняв це питання в розмові з керівництвом DC Comics і почав вимагати пояснень — йому сказали, що це «просто жарт», на що Клермонт повторив, що він сприйняв це як офіційну пропозицію, і що звучало це аж ніяк не двозначно.
Надалі разом з художником Томом Грумметтом він продовжив працювати над комікс-серією «Титанів» до фінального номера.
Крістофер Пріст разом з Вульфманом створює ще одного персонажа — Детстроука, якого вони ж охрестили «першим сучасним суперлиходієм».
Інші проєкти Вульфмана для DC на початку 1980-х років містили співпрацю з художником Ґілом Кейном в експерименті над створенням фільму про Супермена; створення коміксу «Action», відродження коміксу «Dial H for Hero» з Кармайном Інфантіно; запуск коміксу «Night Force» c художником Джин Коланом, і майже дворічна робота над серією коміксів про Зеленого Ліхтаря з художником Джо Стейтоном. Вульфман, також, написав кілька історій про Бетмена, був співавтором 331 випуску «Електрошокера» в січні 1981 і був одним з авторів обмеженої серії «DC Challenge» в 1986 році.

#### Криза на Нескінченних Землях
У 1985 році Вульфман і Перес почали роботу над коміксом «Криза на нескінченних землях» — обмеженою кросовер-серією з 12 випусків, і більш ніж 50 доповнень присвячених 50-ій річниці видавництва DC Comics. У цій серії Вульфман повністю «перезапустив» чинну версію всесвіту коміксів DC, знищив безліч персонажів, створив нових і оновив старих. Завдяки серії вдалося усунути багато неточностей у розповіді, відповісти на велику кількість запитань фанатів, повноцінно інтегрувати нових персонажів з інших видавництв придбаних DC, а також, завдяки серії йому вдалося зробити всесвіт «набагато зрозуміліше і простіше».

#### Рейтингова суперечка
Вульфман вступив в публічну суперечку з видавництвом DC Comics з приводу пропонованої ними системи комікс-рейтингів, що призвело до того, що Вульфман був виключений з редакторської ради компанії. Пізніше видавництво запропонувало відновити роботу Вульфмана як редактора за умови, що він принесе вибачення за те, що публічно висловив різку критику системи комікс-рейтингів, замість того, щоб обговорити все це всередині компанії. Але, він відповів на це відмовою.

### 1990-ті роки
Вульфман досить довго працював над серією про «Темного лицаря», їм був створений третій Робін, яким став Тім Дрейк, він також створив Абатойра та Електрошокера. Їм була написана адаптація ювілейної першої в історії Бетмена історії, яка була надрукована в спеціальному випуску разом з двома іншими адаптаціями та оригіналом.
У 1990-х роках Вульфман дедалі більше відходить від написання сценаріїв для коміксів, і роботи над ними в цілому — переключившись на анімаційні фільми та серіали. При цьому він знаходить час в середині 1990-х років для роботи над серією «The Man Called A-X» видавництва DC Comics.

#### Робота в Disney
На початку 1990-х років Вульфман недовгий час працював в Disney Comics. Там він написав сценарії для історії з семи частин «Качиних історій» під назвою «Квест Скруджа», а також сценарії для декількох інших історій з персонажами з «Всесвіту Міккі Мауса», які з'явилися в комікс-серії про «Пригоди Міккі Мауса». Він був редактором розділу коміксів в журналі  «Disney Adventures» в перші роки його публікації.

#### Конфлікт з Marvel
У 1997 році, напередодні насування випуску першої частини фільму «Блейд» Вульфман подає позов на Marvel Comics. пред'являючи права на володінням усіма персонажами, яких він створив для Marvel Comics з 1972 року. Позиція Вульфмана полягала в тому, що під час роботи з Marvel, коли було створено безліч персонажів, таких як сам Блейд, наприклад, з ним не був підписаний контракт.
Суд відбувся 6 листопада 2000 року, за підсумком якого — було винесено рішення на користь Marvel. Суддя ухвалив рішення, згідно з яким подальше використання персонажів Marvel значно відрізнялося, від того, що було зроблено Вульфманом під час його роботи, а отже — він не володіє авторськими правами на цих героїв.

#### Beast Machines: Transformers
В кінці 1990-х років Вульфман розробив мультсеріал «Beast Machines: Transformers», який транслювався на телеканалі Fox Kids протягом двох сезонів з 1999 по 2000 рік. Ця програма була прямим продовженням серії «Beast Wars: Transformers», яка сама була продовженням оригінального «Transformers: Generation 1».
Серіал зустрів неоднозначні відгуки, він отримав високу оцінку за свій сюжет і історію, але його розкритикували за значно меншу динаміку та відсутність чогось величного в порівнянні з іншими серіалами серії «Трансформери».
А трохи раніше, в 1980 році Вульфман написав оповідання «The Return of Optimus Prime» третього сезону серії «Трансформери».

### 2000-ні роки
У 2000 роках Вульфман знову почав писати комікси. Зокрема, він працював над історіями для комікс-серії «Defex» видавництва Devil's Due Publishing. 2003 року він, також, пише сценарій для випуску «Secret Files» про комікс-серію «Нескінченна криза» видавництва DC Comics, в якому розповідається історія створення однойменної серії. Після цього Вульфман створює роман оснований на подіях його комікс-серії 1985-1986 років «Криза на Нескінченних Землях».
Пізніше Вульфман створює новелізацію фільму «Повернення Супермена» і працює над анімаційним фільмом «Condor» для компанії POW! Entertainment разом зі Стеном Лі.
У 2006 році Вульфман стає редакційним директором видавництва Impact Comics, що займається публікацією освітніх коміксів, виконаних в стилі манга. У цьому ж році, починаючи з випуску #125, він працює над серією «Найтвінґ» для видавництва DC Comics. Спочатку плануючи роботу тільки над 4 випусками, Вульфман пише сценарії для 13 випусків, аж до випуску #137. У цей період Вульфман знайомить читачів з новим персонажем — Віджілантом. Після завершення роботи Марва над серією, недовгий час буде виходити окрема комікс-серія про героя Віджіланта.
Він, також, написав мінісеріал в серії «Нових Юних Титанів», в якому представив нового героя Рейвіна, характер якого він і Джордж Перес спільно створили ще під час їх роботи над першими випусками. Тепер же Вульфман переробив і оновив його вигляд.
У 2011 році Вульфман і Перес завершили створення коміксу «New Teen Titans: Games», над яким вони почали працювати в кінці ще 1980-х років.
У 2012 році разом з Томом Мандрейком Вульфман відродив свою комікс-серію під назвою «Night Force».
Він, також, був консультантом з написання сценарію до відеогри «Epic Mickey 2: The Power of Two», за який він був номінований на премію Гільдії сценаристів США в номінації «досягнення в написанні сценарію відеоігор».
У 2015 році Вульфман написав новелізацію відеогри «Batman: Arkham Knight». А у 2016 році він видав новелізацію фільму «Загін самогубців» видану Titan Books.
А 2017 рік ознаменувався першою роботою Вульфмана з Marvel comics: їм була написана запасна історія для випуску  #1 коміксу «Bullseye», в якій головну роль зіграв головний герой, створений ним в 1976 році, через який в 1997 році судився з Marvel.[⇨]
У 2019 DC опублікував написаний Вульфману 100-сторінковий комікс «Man and Superman», в якому переказується історія походження Супермена.

### Приватне життя
Марв Вульфман одружений з Ноель Воткінс. У них є дочка, Джессіка Морган. Раніше він був одружений з Мікель Вульфман, яка протягом багатьох років була художником-колористом в індустрії коміксів.

## Нагороди
- Премія Eagle Awards[en]:
  - У 1982, 1984 й 1985 роках їм була отримана премія Eagle Awards в номінації «Найкращий новий твір» та «Найкращий групой твір» — за роботу над серією «Нові Юні Титани» для DC Comics;[36]
- Премія Inkpot Award:
  - У 1979 під час конвенції Комік-кон він був відзначений премією Inkpot Award;[37]
- Премія Kirby Award:
  - У 1985 році він разом з Джорджем Пересом та Ромео Тангалом[en] був номінований на премію ім. Джека Кірбі — за створення випуску #50 коміксу «Титанів» у номінації «Найкращий одиночний випуск»;
  - У тому ж 1985, а також, у 1986 році він разом з Пересом знову отримали цю ж премію — за створення коміксу «Криза на Нескінченних Землях» у номінації «Найкраща серія»;[38]

Також, році, на честь 50-ї річниці видавництва — DC Comics включило Марва Вульфмана у список лоуреатів ван-шоту «Fifty Who Made DC Great»;
- Премія Comics Buyer's Guide Fan Awards[en]:
  - У 1986 він здобув премію Comics Buyer's Guide Fan Awards в номінації «Улюблений художник»;[39]
- Премія Scribe Award:
  - У 2007 він здобув премію Scribe Award в номінації «Адаптований спекулятивний фантастичний роман» — за роботу над серією «Повернення Супермена»;[40]
- Премія Ради єврейської книги[en]:
  - У тому ж 2007 році він здобув премію Ради єврейської книги за «Створення літератури для дітей та молоді» — за роботу над «Батьківщина: Ілюстрована історія Держави Ізраїль»;[41]
- Премія Eisner Award:
  - У 2011 році він був внесений у Зал слави Уілла Ейснера[en]
- Премія The Hero Initiative[en]:
  - У 2017 році він здобув нагороду за заслуги перед The Hero Initiative.

## Фільмографія

### Сценарій
- G.I. Joe: A Real American Hero (1986)
- Jem (1986-1987)
- Captain Power and the Soldiers of the Future (1987)
- Fraggle Rock: The Animated Series (1987)
- Starcom: The U.S. Space Force (1987)
- The Transformers (1987)
- Garbage Pail Kids (1988)
- RoboCop (1988)
- Superman (1988)
- G.I. Joe: A Real American Hero (1991)
- Batman: The Animated Series (1992)
- My Little Pony Tales (1992)
- Cadillacs and Dinosaurs (1993)
- Conan the Adventurer (1993)
- Monster Force (1994)
- Spider-Man: The Animated Series (1995)
- Tenko and the Guardians of the Magic (1995)
- Beast Wars: Transformers (1996)
- G.I. Joe Extreme (1996)
- Street Fighter (1996)
- ReBoot (1997-1999)
- Pocket Dragon Adventures (1998)
- Godzilla: The Series (1998)
- Shadow Raiders (1998-1999)
- Beast Machines: Transformers (1999)
- Sherlock Holmes in the 22nd Century (1999)
- The Legend of Tarzan (2001)
- Teen Titans (2003, 2005)
- Speed Racer: The Next Generation (2008)
- Sym-Bionic Titan (2010)
- Arrow (2020)

### Bongo Comics
- Treehouse of Horror #11 (2005)

### Chaos Comics
- The Mummy: Valley of the Gods #1 (2001)

### Dark Horse Comics
- The Curse of Dracula #1–3 (1998)
- Michael Chabon Presents the Amazing Adventures of the Escapist #3 (2004)

### DC Comics
- 9–11: The World's Finest Comic Book Writers & Artists Tell Stories to Remember, Volume Two (2002)
- Action Comics #513–516, 525—536, 539—546, 551—554, 556, 613—618, 627—628, 778, 1000 (1980—2018)
- Adventure Comics #417, 421, 424, 474, 479—487 (1972—1981)
- Adventures of Superman #424–435, 591 (1987—2001)
- Batman #328–335, 436—451 (1980—1990)
- Batman and the Outsiders #5 (1983)
- Batman Black and White vol. 2 #3 (2014)
- The Best of DC #18 (1981)
- Blackhawk #242 (1968)
- The Brave and the Bold #167 (1980)
- The Brave and the Bold vol. 3 #17–18 (2008)
- Convergence: Adventures of Superman #1–2 (2015)
- Convergence: New Teen Titans #1–2 (2015)
- Crisis on Infinite Earths #1–12 (1985—1986)
- Cyborg #10–12, 21–23 (2016—2018)
- DC Challenge #11–12 (1986)
- DC Comics Presents #26, #77–78 Annual #1 (1980—1985)
- DC Comics Presents: Justice League of America #1 (2004)
- DC Primal Age #1 (2019)
- DC Retroactive: Superman #1 (2011)
- DC Special: Raven #1–5 (2008)
- DC Universe Online: Legends #1, 3, 5, 7, 9–11, 13, 15, 18–26 (2011—2012)
- Deathstroke the Terminator/Deathstroke the Hunted/Deathstroke #1–11, 13–21, 26–39, 41–60, 0, Annual #1, 3–4 (1991—1996)
- Detective Comics #408, #615, #625–628 (1971—1991)
- Eight Legged Freaks #1 (2002)
- Green Lantern vol. 2 #133–153 (1980—1982)
- Green Lantern 80-Page Giant #2 (1999)
- Green Lantern/Plastic Man: Weapons of Mass Deception #1 (2011)
- History of the DC Universe' #1–2 (1987)
- House of Mystery #176, 179—180, 182—183, 300 (1968—1982)
- House of Secrets #82–84, 87–88, 90, 127 (1969—1975)
- Infinite Crisis Secret Files and Origins #1 (2006)
- Legends of the DC Universe #18 (1999)
- Legends of the DC Universe 80-Page Giant # (1998)
- Legends of the DC Universe: Crisis on Infinite Earths #1 (1999)
- Legion of Super-Heroes vol. 2 #272 (1981)
- Looney Tunes #218 (2014)
- Man and Superman #1 (2019)
- Man Called A-X vol. 2 #1–8 (1997—1998)
- Mystery in Space #116 (1981)
- The New Teen Titans #1–40, Annual #1–2 (1980—1984)
- The New Teen Titans vol. 2 #1–49, Annual #1–4 (1984—1988)
- The New Teen Titans Drug Awareness Special #1–3 (1983)
- The New Teen Titans: Games GN (2011)
- The New Titans #50–86, 88–93, 97–130, #0, Annual #5–11 (1988—1995)
- Night Force #1–14 (1982—1983)
- Night Force vol. 2 #1–12 (1996—1997)
- Night Force vol. 3 #1–7 (2012)
- Nightwing vol. 2 #125–137 (2006—2007)
- Omega Men #24 (1985)
- Phantom Stranger vol. 2 #23–26 (1973)
- Plop! #14 (1975)
- Raven #1–6 (2016—2017)
- Raven: Daughter of Darkness #1–12 (2018—2019)
- Secret Origins vol. 2 #46 (1989)
- Secret Origins vol. 3 #5 (2014)
- Showcase #78 (1968)
- Showcase '94 #11 (1994)
- Silver Age: Teen Titans #1 (2000)
- Spirit #4 (2010)
- Superboy vol. 5 #26–29 (2014)
- Supergirl #1–2 (1972—1973)
- Superman #248, 352, 422 (1972—1986)
- Superman vol. 2 #169 (2001)
- The Superman Family #203–206, 209 (1980—1981)
- Superman: Our Worlds at War Secret Files and Origins #1 (2001)
- Superman: The Man of Steel #113 (2001)
- Tales of the New Teen Titans #1–4 (1982)
- Tales of the Teen Titans #41–58, Annual #3 (1984—1985)
- Tarzan #207–209, 213—216 (1972—1973)
- Team Titans #1–12, Annual #1 (1992—1993)
- Teen Titans #18, 22 (1968—1969)
- Teen Titans vol. 3 #33, 50, Annual #1 (2006—2007)
- Teen Titans vol. 4 #23.1 (Trigon) (2013)
- Teen Titans vol. 6 #16 (2018)
- Teen Titans Spotlight #1–6 (1986—1987)
- Titans #25 (2001)
- Titans Secret Files and Origins #1 (1999)
- Titans Sell-Out Special #1 (1992)
- Vigilante #1–15, 19–20 (1983—1985)
- Vigilante vol. 3 #1–12 (2009—2010)
- Weird War Tales #3, 6 (1972)
- Weird Worlds #1–7 (1972—1973)
- The Witching Hour #13 (1971)
- Wonder Woman #287, 294 (1982)
- World's Finest Comics #288, 300 (1983—1984)
- Farscape: War Torn #1–2 (2002)
- God of War #1–6 (2010—2011)
- Robo Dojo #1–6 (2002)
- The X-Files vol. 2 #3–4 (2009)

### Devil's Due Publications
- Defex #1–6 (2004—2005)

### Disney Comics
- Disney Adventures Digest Special Edition (1990)
- Mickey Mouse Adventures #5, 9, 11, 14 (1990—1991)

### Eclipse Comics
- Total Eclipse #1–5 (1988)

### First Comics
- Sable #1–7, 9–10, 12–23 (1988—1990)

### Gladstone Publishing
- Duck Tales #1–7 (1990)

### IDW Publishing
- Gene Pool OGN (2003)

### Image Comics
- 10th Muse #1–9 (2000—2002)
- Brigade #17–22 (1995)

### Malibu Comics
- Codename: Firearm #0, 2, 4–5 (1995)
- Man Called A-X #1–4, #0 (1994—1995)
- Ultraforce #8–9 (1995)
- Ultraforce/Spider-Man #1A-B (1996)
- Witch #1 (1989)

### Marvel Comics
- Amazing Adventures #20 (1973)
- The Amazing Spider-Man #182–204, Annual #13 (1978—1980)
- Avengers #169 (1978)
- Bullseye #1 (2017)
- Captain America #192 (1975)
- Captain Marvel #23 (1972)
- Crazy Magazine #2, 11 (1974—1975)
- Daredevil #125–139, 141—143, Annual #4 (1975—1977)
- Doctor Strange #19–20, 22–23, Annual #1 (1976—1977)
- Dracula Lives #2–5 (1973—1974)
- Fantastic Four #190, 195—215, Annual #12, 14 (1978—1980)
- Ghost Rider #20 (1976)
- Giant-Size Chillers Featuring Curse of Dracula #1 (1974)
- Giant-Size Fantastic Four #3 (1974)
- Giant-Size Man-Thing #5 (1975)
- Howard the Duck #28 (1978)
- John Carter, Warlord of Mars #1–15, Annual #1, 3 (1977—1979)
- Journey into Mystery #520–521 (1998)
- Legion of Monsters #1 (1975)
- Machine Man #10–14 (1979—1980)
- Marvel Comics Presents #38–47 (1989—1990)
- Marvel Fanfare #16–17 (1984)
- Marvel Movie Premiere #1 (The Land That Time Forgot adaptation) (1975)
- Marvel Premiere #39–40 (1977—1978)
- Marvel Preview #1, 8, 16 (1975—1978)
- Marvel Spotlight vol. 2 #5 (1980)
- Marvel Super Special #15 (Star Trek: The Motion Picture adaptation) (1979)
- Marvel Team-Up #98 (1980)
- Marvel Team-Up vol. 2 #7 (1998)
- Marvel Two-in-One #13, 25–37, 44, 59, Annual #3 (1976—1980)
- Mission Impossible #1 (1996)
- Monsters Unleashed #1 (1973)
- Nova #1–25 (1976—1979)
- Power Man #37–46 (1976—1977)
- Shadows & Light #2 (1998)
- Skull the Slayer #1–3 (1975—1976)
- The Spectacular Spider-Man #44 (1980)
- Spider-Woman #1–8 (1978)
- Spoof #2–5 (1972—1973)
- Star Trek #4 (1980)
- Sub-Mariner #70–71 (1974)
- Tales of the Zombie #1 (1973)
- The Tomb of Dracula #7–70 (1973—1979)
- The Tomb of Dracula vol. 2 #1–3 (1979—1980)
- Tower of Shadows #4 (1970)
- Two-Gun Kid #104 (1972)
- Vampire Tales #8–9 (1974—1975)
- Venom: Sinner Takes All #5 (1995)
- Werewolf by Night #11–15 (1973—1974)
- What If…? #5 (1979)
- The Tomb of Dracula vol. 3 #1–4 (1991—1992)

### Moonstone
- Captain Action Comics #2–3 (with Fabian Nicieza) (2009)

### Nachshon Press
- Homeland OGN (2007)

### Now Comics
- Mirror Walker #1 (1989)

### Renaissance Press
- The Forbidden Book Vol. 1 (2001)

### S.Q.P. Inc.
- Phase #1 (1971)

### Skywald Publications
- Nightmare #2 (1971)
- Psycho #2 (1971)

### TSR, Inc.
- R.I.P. #1-2, 4 (1990)

### Zenescope
- Mankind: The Story of All of Us Vol. 1 (2012)